# Kasbek
Der Kasbek (georgisch მყინვარწვერი Mqinwarzweri, „Gletschergipfel“ auch georgisch ყაზბეგი Qasbegi) ist der dritthöchste Berg Georgiens und der achthöchste Berg des Großen Kaukasus. Über seinen Gipfel verläuft die Staatsgrenze zwischen Georgien, Region Mzcheta-Mtianeti, und Russland, Republik Nordossetien-Alanien.

## Geographie und Lage
Er liegt in der Mitte zwischen Kaspischem und Schwarzem Meer und erhebt sich als ein trachytischer erloschener Vulkankegel auf einer 1770 m hohen Grundlage bis auf 5054 m (Ergebnis einer GPS-basierten Neuvermessung von 2019; die ältere Literatur gibt zumeist 5047 m oder 5033 m an). An seinen Seiten erstrecken sich mehrere Gletscher und teils permanente, teils periodische Schneefelder. Der Berg gehört zur Choch-Kette, einem nördlichen Ausläufer des Hauptkammes des Großen Kaukasus. Aus einem der Kasbek-Gletscher entspringt der Fluss Terek.
Am östlichen Fuß des Kasbek liegt der Ort Stepanzminda, der bis 2006 den Namen Qasbegi (deutsch nach der russischen Schreibweise auch Kasbegi) trug. Die den Berg von Nordosten bis Südwesten umgebende Verwaltungseinheit (Munizipaliteti, Munizipalität) Qasbegi der Region Mzcheta-Mtianeti ist wie zuvor der Ort nicht nach dem Berg, sondern nach dem dort geborenen georgischen Schriftsteller Aleksandre Qasbegi (1848–1893) benannt. Durch das Gebiet östlich des Kasbek führt die Georgische Heerstraße, die Russland und Georgien miteinander verbindet.

## Mythologie
Der Kasbek soll jener Berg der griechischen Mythologie sein, an den Prometheus gekettet wurde, weil er den Göttern das Feuer entwendete und unerlaubt den Menschen gab. Nach dem Mythos riss ihm dort ein Adler täglich ein Stück der immer wieder nachwachsenden Leber aus dem Leib, bis er von Herakles befreit wurde.

## Gergetier Dreifaltigkeitskirche
Unterhalb des Gipfels steht auf 2170 m die Kirche Gergetis Sameba (deutsch „Gergetier Dreifaltigkeitskirche“). Sie wurde im 14. Jahrhundert erbaut und ist die einzige Kuppelkirche im georgischen Gebirge. Über Jahrhunderte beherbergte sie den georgischen Kronschatz und das Weinrebenkreuz der Heiligen Nino.

## Besteigung
Der Berg wurde am 1. Juli 1868 von Douglas W. Freshfield, Adolphus Warburton Moore, Charles C. Tucker und dem französischen Bergführer François Devouassoud erstmals bestiegen. Er ist für Bergsteiger relativ gut zugänglich, und durch eine ehemalige meteorologische Station auf 3600 m Höhe steht eine provisorische Unterkunft für Bergsteiger zur Verfügung. Der normale Anstieg ist technisch nicht schwierig und führt über flache bis mäßig steile Gletscher. Von Stepanzminda rechnet man zwei bis drei Tage, sofern man bereits gut akklimatisiert ist.
Die Besteigung des Kasbek durch eine Gruppe georgischer Studenten unter der Leitung von Giorgi Nikoladse im August 1923 gilt als Geburtsstunde des Alpinismus in der Sowjetunion.